# Acanthostyles buniifolius
Acanthostyles buniifolius, vrsta glavočike, grm iz Južne Amerike nekada uključivan u rod Eupatorium. Raširena je po sjevernoj Argentini, Jugu Brazila, Boliviji i Urugvaju.

## Sinonimi
- Eupatorium buniifolium Hook. & Arn.
- Eupatorium buniifolium var. bakeri Kuntze
- Eupatorium buniifolium var. hieronymi Kuntze
- Eupatorium crithmifolium Griseb.
- Eupatorium pinnatifidum DC.
- Eupatorium pinnatifidum var. virgatum (D.Don ex Hook. & Arn.) Baker
- Eupatorium pinnatifissum H.Buek
- Eupatorium pinnatisectum Steud.
- Eupatorium virgatum D.Don ex Hook. & Arn.